# Ga Namwirye
Ga Namwirye (Tiếng Hàn: 남위례역, Hanja: 南慰禮驛) là ga tàu điện ngầm trên Tàu điện ngầm Seoul tuyến 8 ở Bokjeong-dong, Sujeong-gu, Seongnam-si, Gyeonggi-do. Đây là ga trên mặt đất duy nhất trên Tuyến 8 và là ga mới được xây dựng trên phần trên mặt đất giữa Bokjeong và Sanseong.
Theo kiến nghị của cư dân Khu đô thị mới Wirye, việc xây dựng được khởi công vào ngày 23 tháng 12 năm 2019 và khai trương vào ngày 18 tháng 12 năm 2021. Dự kiến nó sẽ trở thành ga trung chuyển khi Tuyến Wirye mở cửa trong tương lai .

## Lịch sử
- 16 tháng 4 năm 2018: Thông báo phê duyệt kế hoạch triển khai dự án quy hoạch đô thị Seongnam (đường sắt: ga bổ sung trên Tuyến 8)[2]
- 23 tháng 12 năm 2019:  Khởi công xây dựng
- 17 tháng 6 năm 2020: Tên ga ược xác nhận là “Namwirye” [3]
- 23 tháng 6 - 1 tháng 7 năm 2021: Chạy thử[4]
- 18 tháng 12 năm 2021: Bắt đầu kinh doanh khai trương

## Bố cục nhà ga
| Bokjeong ↑ |
| \| N/B     |
| ↓ Sanseong |

| Hướng Bắc | ●Tuyến 8 | ← Hướng đi Bokjeong · Chợ Garak · Seokchon · Amsa             |
| Hướng Nam | ●Tuyến 8 | → Hướng đi Sanseong · Namhansanseong · Dandaeogeori · Moran → |

## Xung quanh nhà ga
| Lối ra \| 나가는 곳 \| Exit \| 出口 | Lối ra \| 나가는 곳 \| Exit \| 出口    |
| ----------------------------------- | -------------------------------------- |
| 1                                   | Bokjeong-dong                          |
| 2                                   | Bokjeong-dong Hướng đi Ga Bokjeong     |
| 3                                   | Wirye-dong                             |
| 4                                   | Wirye-dong Trung tâm An toàn Wirye 119 |
| 5                                   | Trường trung học Bokjeong              |

## Hình ảnh

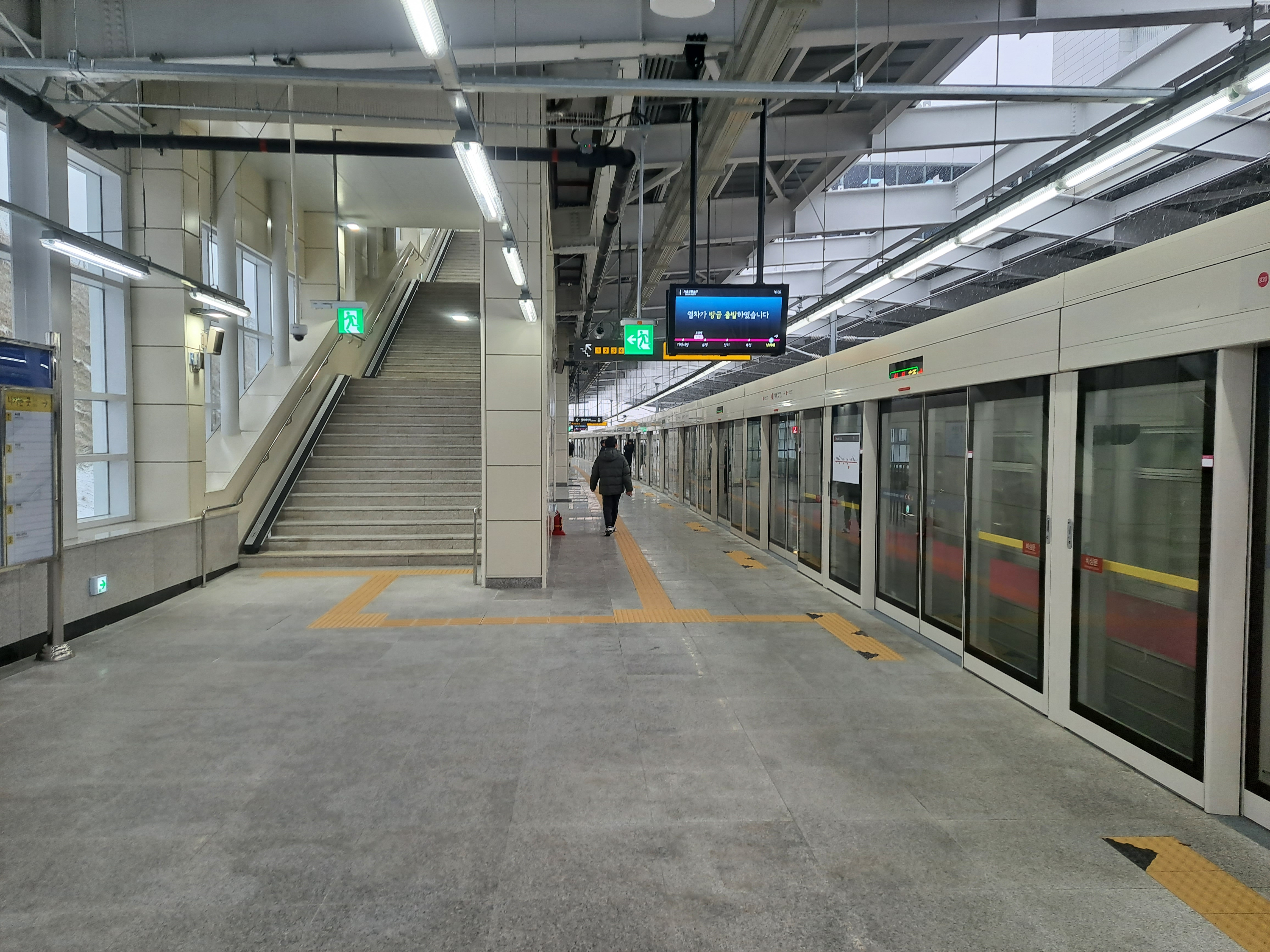
Sân ga
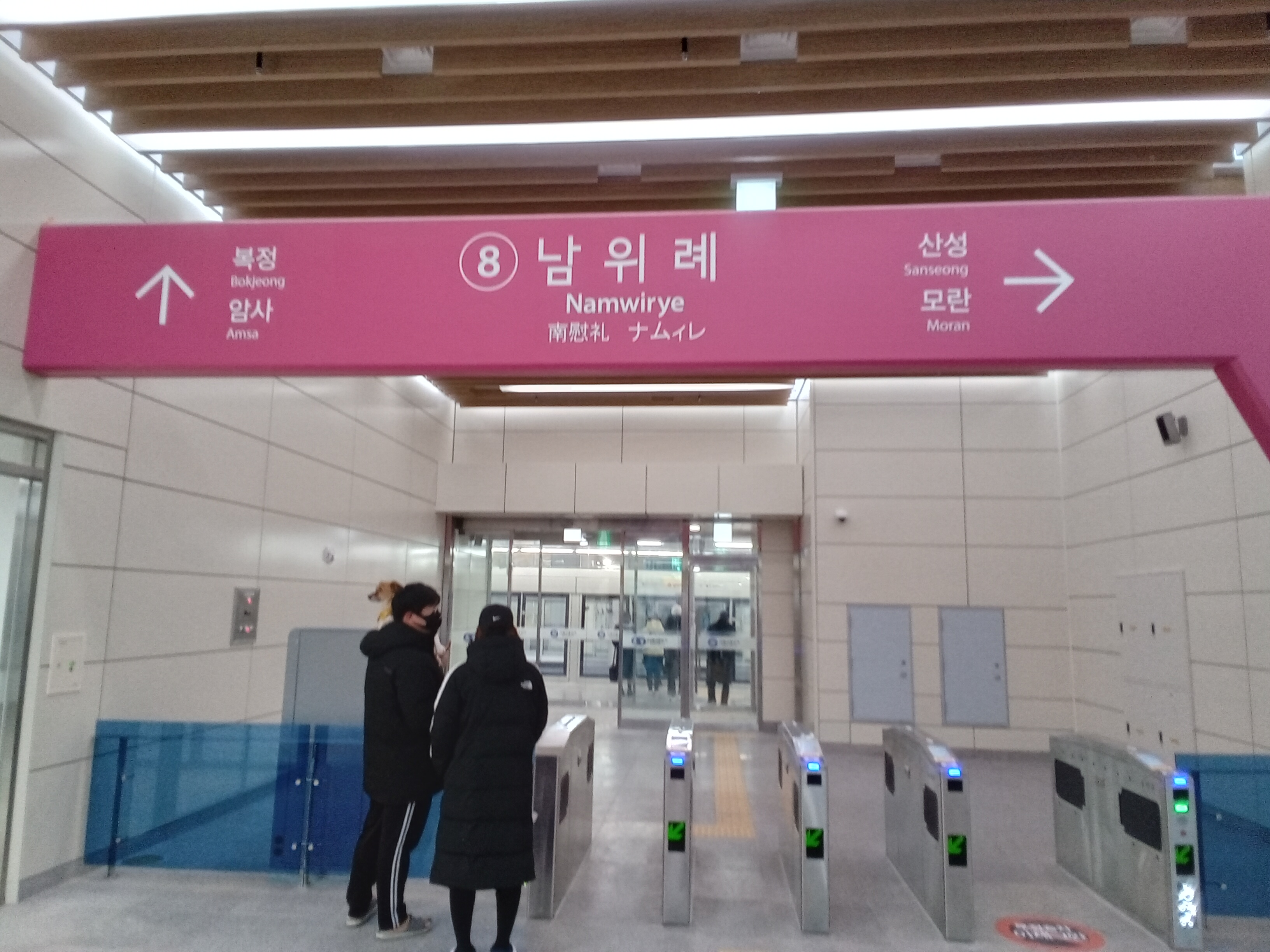
Cửa soát vé